# 557 Violetta
557 Violetta
557 Violetta là một tiểu hành tinh ở vành đai chính. Nó được Max Wolf phát hiện ngày 26.01.1905 ở Heidelberg và được đặt theo tên nhân vật Violetta trong vở opera La Traviata của Verdi, lần lượt dựa trên tiểu thuyết La dame aux camélias của Alexandre Dumas con.